# FK Šahtar Donjeck
Šahtar Donjeck (ukrajinski: Шахтар Донецьк), ukrajinski je profesionalni nogometni klub iz Donjecka. Šahtar (ukrajinski: Шахтар), odnosno Šahtjor (ruski: Шахтëр) znači rudar, kopač u rovu (šahtu).

## Povijest
Šahtar nije oduvijek nosio trenutačno ime. Tijekom povijesti je nosio 3 različita imena, a to su: 
- Od 1936. do 1946. – Stahanovec
- Od 1946. do 1992. – Šahtjor
- Od 1992. – Šahtar

### SSSR
Klub je nastao 1936. u SSSR-u. Šahtar je nazvan po pripadnicima udarničkog pokreta "stahanovcima", tako nazvanima po slavljenome rudaru udarniku Alekseju Stahanovu. Prvu utakmicu odigrali su u svibnju 1936.
Do 1950-ih klub je bio u nižim ligama ili tek još jedan klub prve lige. Godine 1951. u sovjetskoj prvoj ligi zauzeli su sjajno 3. mjesto. Od tada su poznati po borbenosti i timskom radu.
Pod vodstvom trenera Olega Ošenkova tri su puta bili u završnici Sovjetskog kupa, a 1961. i 1962. su taj kup i osvojili, što su im bili prvi trofeji u povijesti. Jedno od najslavnijih dijelova povijesti tog kluba razdoblje je od sredine 70.-ih do početka 80.-ih.
1975. su završili sezonu kao doprvaci SSSR-a. Nakon toga su igrali sezonu i u europskim natjecanjima. 

1979. su ponovili taj uspjeh, a 1978. kada su bili na 3. mjestu, njihov je kapetan Vitalij Starhin bio najbolji igrač lige, a ujedno s 26 golova i najbolji napadač. 

1980. i 1983. opet su osvojili kup, a 1984. slave u utakmici superkupa protiv Dnjipra iz Dnjipropetrovska. 

U završnici kupa bili su još 1985. i 1986., ali ga nisu uspjeli osvojiti.

### Ukrajina
Po raspadu Sovjetskog Saveza igrali su u ukrajinskoj 1. ligi. Najveći takmac bio im je i do danas ostao kijevski Dinamo. 

1996. u klub je došao bogati biznismen Rinat Ahmetov s obećanjem da će od Šahtara napraviti veliki europski klub. 

1999. osnovana je akademija Šahtar koja danas broji oko 3000 mladih igrača. 

Novoosnovani trening centar ˝Kirša˝ jedan je od najboljih i najsuvremenijih u Europi. 

Izgrađena je Donbas Arena s 50.000 sjedećih mjesta. 
U međuvremenu, od 1991. do danas Šahtar je 12 puta bio prvak Ukrajine, 13 puta su slavili u ukrajinskom kupu, a samo jednom bili poraženi u finalu. Dvostruku krunu osvojili su 2002., 2008., 2011., 2012., 2013., 2017., 2018. i 2019.

## Klupski uspjesi

### Domaći uspjesi
- Ukrajinska Premier liga:

Prvak (15): 2001./02., 2004./05., 2005./06., 2007./08., 2009./10., 2010./11., 2011./12., 2012./13., 2013./14., 2016./17., 2017./18., 2018./19., 2019./20., 2022./23., 2023./24.
- Ukrajinski nogometni kup:

Osvajač (15): 1994./95., 1996./97., 2000./01., 2001./02., 2003./04., 2007./08., 2010./11., 2011./12., 2012./13., 2015./16., 2016./17., 2017./18., 2018./19., 2023./24., 2024./25.
- Ukrajinski nogometni superkup:

Osvajač (9): 2005., 2008., 2010., 2012., 2013., 2014., 2015., 2017., 2021.
- Sovjetska prva liga:

Prvak (1): 1954.
- Sovjetski nogometni kup:

Osvajač (4): 1961., 1962., 1980., 1983.
- Sovjetski nogometni superkup:

Osvajač (1): 1984.

### Europski uspjesi
- Kup UEFA:

Prvak (1): 2008./09.
- UEFA Superkup:

Finalist (1) 2009.

### Igrači iz Hrvatske
- Darijo Srna
- Stipe Pletikosa
- Eduardo da Silva

## Vanjske poveznice
- Službene stranice kluba Šahtar
- Stranice posvećene ukrajinskom nogometu